# 托古爾區
53°28′N 85°55′E / 53.467°N 85.917°E
托古爾區（俄语：Тогульский район），是俄羅斯的一個區，位於該國南部，由阿爾泰邊疆區負責管轄，面積2,000平方公里，2010年人口8,478，人口密度每平方公里4.24人。